# 奧利尼科韋
50°16′3″N 36°29′2″E / 50.26750°N 36.48389°E
奧利尼科韋（烏克蘭語：Олійникове）是位於烏克蘭東部的村莊，由哈爾科夫州哈爾科夫區的利普齊市鎮負責管轄。該村始建於1800年，面積0.02平方公里，海拔高度166米，2001年人口8，人口密度每平方公里400人。
2024年5月12日，俄羅斯聲稱佔領當地。